# الگلشایم
اَلگُلشایم (به فرانسوی: Algolsheim) یک کمون در فرانسه است که در Canton of Neuf-Brisach واقع شده‌است.

## خصوصیات
الگُلشایم ۷٫۲۲ کیلومترمربع مساحت و ۱٬۰۷۲ نفر جمعیت دارد.